# Bismil
Bismil là một huyện thuộc tỉnh Diyarbakır, Thổ Nhĩ Kỳ. Huyện có diện tích 1737 km² và dân số thời điểm năm 2007 là 108706 người, mật độ 63 người/km².